# 지중해 해전 (제1차 세계 대전)
지중해 해전(地中海海戰)은 1915년부터 1916년까지 오스만 제국, 불가리아 왕국, 오스트리아·헝가리 제국이 그리스 왕국, 이탈리아 왕국, 영국, 프랑스 연합군과 맞서 싸운 해전을 통칭하며 갈리폴리 전투도 이 해전 중 일부이다.

## 발발
1915년, 오스만 제국의 다르다넬스 해협의 겔리볼루반도(갈리폴리반도) 부근에서 연합국과 동맹국이 충돌하여 영국 함대 3척이 폭파되고 3척이 침몰하여 패배한 것을 계기로 연합국은 지중해에서의 전투를 선포하였다. 세르비아, 루마니아, 몬테네그로 등이 연합국이 되어 동부 전선에서의 동맹국 군대를 격파하려 하였으나, 이는 실패로 돌아갔다.

## 경과
1916년 갈리폴리 전투의 패배 이후, 연합국과 동맹국은 지중해에서 국지전을 벌였고, 오스만 제국이 중동의 연합국을 상대하느라 많은 동맹국 군사가 중동으로 유출되었다. 1917년 러시아 제국이 혁명으로 연합국에서 탈퇴하였으나 미국이 참전함으로써 전세는 역전되었다.

## 결과
1917년, 예루살렘 일대에서 오스만 제국과 연합국 사이에 전쟁이 일어났고, 12월 9일 예루살렘을 탈환하였다. 이후 오스트리아-헝가리 제국의 지배를 받던 발칸반도의 연합국들이 국토를 회복하면서 전쟁은 연합국 측에 유리하게 돌아갔다.

## 같이 보기
- 지중해 전역 (제2차 세계 대전)
- 제1차 세계 대전